# 岸田衿子

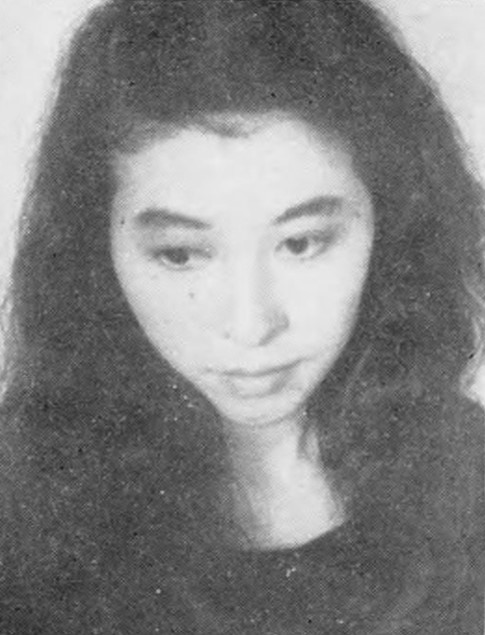
岸田衿子（1960年）

岸田 衿子（きしだ えりこ、1929年〈昭和4年〉1月5日 - 2011年〈平成23年〉4月7日）は、日本の詩人・童話作家、翻訳家。詩誌『櫂』同人。
詩集に『忘れた秋』『らいおん物語』『ソナチネの木』などがある。1966年、絵本『かばくん』でドイツ児童図書賞、1974年、絵本『かえってきたきつね』で産経児童出版文化賞大賞を受賞した。

## 来歴・人物

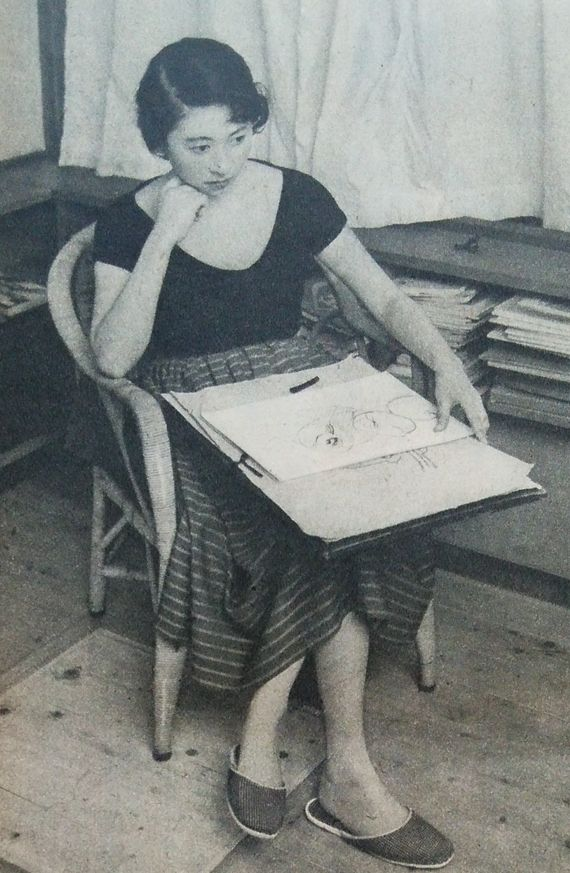
1953年

劇作家岸田国士の長女として東京府（現・東京都杉並区）に生まれる。妹は女優の岸田今日子。従弟に俳優の岸田森がいる。
立教女学院小学校、立教女学院女学校、東京芸術大学油絵科卒業。画家を志すも肺病を患い詩人になる。
1954年10月4日、谷川俊太郎と結婚。1956年10月、谷川と離婚。1963年、田村隆一と結婚。1969年7月、田村と離婚。
生前は群馬県浅間山麓に居を構えた。岸田自身は大人向けの文章を書くことはほとんどなかったものの、20代から一貫して幼児向けの絵本、またその翻訳や詩作等を中心とした活動を行った。『かばくん』など、親友である中谷千代子との挿絵の絵本が多い。
テレビアニメ『世界名作劇場』（フジテレビ）で放映された『アルプスの少女ハイジ』『フランダースの犬』『あらいぐまラスカル』『赤毛のアン』の4作品の主題歌の作詞を手掛けた。
2011年4月7日、髄膜腫のため神奈川県小田原市の病院で死去した。82歳没。墓所は多磨霊園。

## 主な著作
- 『樹 詩画集』（中村稔共著、ユリイカ） 1954年
- 『忘れた秋』（ユリイカ） 1955年 - 詩集
- 『らいおん物語』（書肆ユリイカ） 1957年 - 詩集
- 『かばくん』（中谷千代子絵、福音館書店） 1966年
- 『にほんたんじょう』（岩崎書店） 1967年
- 『ひとこぶらくだがまっていた』（長新太絵、小峰書店） 1968年
- 『ノアおじさんのはこぶね』（中谷千代子絵、岩崎書店） 1969年
- 『ジオジオのたんじょうび』（中谷千代子絵、あかね書房） 1970年
- 『あかちゃんのえほん』全5巻（長新太絵、ひかりのくに） 1970年
- 『あそびましょう』（主婦と生活社） 1972年
- 『ねぼうねこ』（堀内誠一絵、主婦と生活社） 1972年
- 『みんなありがとう』（堀内誠一絵、主婦と生活社） 1972年
- 『かえってきたきつね』（中谷千代子絵、講談社） 1973年 - 産経児童出版文化賞大賞受賞
- 『ジオジオのパンやさん』（中谷千代子絵、あかね書房） 1975年
- 『クレヨンの歌』（サンリオ出版） 1976年
- 『風にいろをつけたひとだれ』（青土社） 1977年
- 『ジオジオのかんむり』（福音館書店） 1978年
- 『なにをたべてきたの?』（佼成出版社） 1978年
- 『あかるい日の歌』（青土社） 1979年
- 『だれもいそがない村』（中谷千代子絵、教育出版センター） 1980年
- 『ぞうくんはむかしあかんぼでしたか』（偕成社） 1980年
- 『ソナチネの木』（安野光雅絵、青土社） 1981年
- 『木いちごつみ 子どものための詩と絵の本』（山脇百合子絵、福音館書店） 1983年
- 『木霊の娘』（角田正治撮影、松文館） 1983年
- 『こねこ』（荻太郎絵、福音館書店） 1985年
- 『草色の切符を買って』（青土社） 1987年
- 『おにまるとももこ うみへ』（堀内誠一絵、文化出版局） 1987年
- 『おにまるのヘリコプター』（文化出版局） 1987年
- 『ブルーベリーを摘んだ日々 ふたりの山小舎だより』（岸田今日子共著、徳間書店） 1988年、のち改題『ふたりの山小屋だより』（文春文庫）
- 『ハリエモンのくすりはおいしいか? ハリネズミの名医さん大活躍』（森やすじ絵、徳間書店） 1989年
- 『へんなかくれんぼ 子どもの季節とあそびのうた』（のら書店） 1990年
- 『かぞえうたのほん』（スズキコージ絵、福音館書店） 1990年
- 『かばくんのふね』（福音館書店） 1990年
- 『ぞうのパンやさん』（ひかりのくに） 1992年
- 『きょうのおべんとうなんだろな』（山脇百合子絵、福音館書店） 1994年
- 『森のはるなつあきふゆ オシギッパのもりでみつけた』（ポプラ社） 1994年
- 『いそがなくてもいいんだよ』（童話屋） 1995年
- 『ねこねこやなぎ』（福音館書店） 1996年
- 『このゆきだるまだーれ?』（福音館書店） 1997年
- 『みんなみーつけた』（福音館書店） 1998年
- 『せっけんつけてぶくぶくぷわー』（山脇百合子絵、福音館書店） 1999年6月
- 『野の花の道』（古矢一穂画、福音館書店） 2000年3月
- 『きいちごだより』（古矢一穂絵、福音館書店） 2001年6月
- 『たいせつな一日』（理論社） 2005年 - 詩集
- 『ぐぎがさんとふへほさん』（にしむらあつこえ、福音館書店） 2009年7月
- 『もじゃらんこ』（古矢一穂絵、福音館書店） 2011年1月
- 「父を語る、師を語る（岸田国士）」『季刊藝術』1977年7月に掲載 - 岸田今日子,古山高麗雄との鼎談

### 翻訳
- 『砂の妖精』（ネスビット、前田豊司共訳、学習研究社）1968年
- 『あかいふうせん』（アルベール・ラモリス、偕成社）1968年
- 『ほらきこえてくるでしょ』（ラ ヴァーン・ジョンソン、偕成社） 1969年
- 『どろんここぶた』（アーノルド・ローベル、文化出版局） 1971年
- 『はろるどのふしぎなぼうけん』（クロケット・ジョンソン、文化出版局） 1971年
- 『月夜のこどもたち』（ジャニス・メイ・アドリー文、モーリス・センダック絵、講談社） 1972年
- 『はろるどとむらさきのくれよん』（クロケット・ジョンソン、文化出版局） 1972年
- 『はろるどまほうのくにへ』（クロケット・ジョンソン、文化出版局） 1972年
- 『ルシールはうま』（アーノルド・ローベル、文化出版局） 1974年
- 『かいぶつマックとまほうのかさ』（エレン・ブランス,アン・クック、文化出版局） 1974年
- 『はるなつあきふゆ』（ジョン・バーニンガム、ほるぷ出版） 1976年6月
- 『わゴムはどのくらいのびるかしら?』（マイク・サーラー、ほるぷ出版） 1976年9月
- 『わたしのかわいいめんどり』（アリス&マーチン・プロベンセン、ほるぷ出版） 1976年9月
- 『クリスマスはサンタ・クロースのひげだらけ』（ロジャー・デュボアザン、佑学社） 1978年12月
- 『あかいてぶくろみなかった?』（スティーブン＝ケロッグ、偕成社） 1978年4月
- 『おつきさんどうしたの』（E・M・プレストン、岩波書店） 1979年9月
- 『トロットおばさんとねこ』（ポール・ガルドン、佑学社） 1979年10月
- 『カントリー・ダイアリー』（イーディス・ホールデン、前田豊司共訳、サンリオ） 1980年3月
- 『ケイト・グリーナウェイの遊びの絵本』（ケイト・グリーナウェイ、立風書房） 1980年8月
- 『なかないでくま』（フランク・アッシュ、佑学社） 1980年12月
- 『これならおとくいジェラルディン』（エレン・コンフォード、国土社） 1980年11月
- 『かえでがおか農場のいちねん』（アリス&マーチン・プロベンセン、ほるぷ出版） 1980年6月
- 『ぼくあかんぼなんかほしくなかったのに』（マーサ＝アレクサンダー、偕成社） 1980年2月
- 『だれかあたしとあそんで』（マーサ＝アレクサンダー、偕成社） 1980年4月
- 「のばらの村のものがたり」（ジル・バークレム、講談社）
『小川のほとりで のばらの村のものがたり』 1981年5月
『木の実のなるころ のばらの村のものがたり』 1981年5月
『春のピクニック のばらの村のものがたり』 1981年5月
『雪の日のパーティー のばらの村のものがたり』 1981年5月
『はる・なつ・あき・ふゆ のばらの村のものがたり』 1986年4月
『ウイルフレッドの山登り のばらの村のものがたり』 1986年10月
『海へいった話 のばらの村のものがたり』 1991年8月
『ウイルフレッドの山登り のばらの村のものがたり6』 1992年11月
『ひみつのかいだん のばら村のものがたり』 1993年11月
『ポピーのあかちゃん のばらの村のものがたり8』 1994年9月
『のばらの村 四季物語』 1995年4月
- 『カーリーおばさんのふしぎなにわ』（ルース・クラフト、あかね書房） 1981年6月
- 『ドタバタ・クリスマス』（スティーヴン・クロール、佑学社） 1981年12月
- 『7ひきのこうさぎ』（ジョン・ベッカー、文化出版局） 1982年9月
- 『月夜のこどもたち』（ジャニス＝メイ＝アドレー、講談社） 1983年12月
- 『ゆき、ゆき』（ロイ・マッキー、ペンギン社、はじめてひとりでよむ本） 1984年1月
- 『みみずくと3びきのこねこ』（アリス&マーチン・プロベンセン、ほるぷ出版） 1985年12月
- 『みんなわたしの 幼い子どもにおくる詩集』（ドロシー・バトラー編、百々佑利子共訳、のら書店） 1991年10月
- 『おうちをつくろう クシュラにおくる詩集』（ドロシー・バトラー編、百々佑利子共訳、のら書店） 1993年12月
- 『ネイチャー・ノート』（イーディス・ホールデン、前田豊司共訳、サンリオ） 1991年3月
- 『メアリ・ポピンズ』（パメラ・トラバース、河出書房新社） 1993年2月
- 『キューピーたちの小さなおはなし』（ローズ・オニール、岸田琴共訳 フレーベル館） 1999年7月
- 『こねこのミヌー』（フランソワーズ、のら書店） 2006年5月
- 『木いちごの王さま』（サカリアス・トペリウス、山脇百合子絵、集英社） 2011年2月

## 作詞
- 「おしえて / まっててごらん」（渡辺岳夫作曲）- TVアニメ「アルプスの少女ハイジ」OP / ED
- 「よあけのみち / どこまでもあるこうね」（渡辺岳夫作曲）- TVアニメ「フランダースの犬」OP / ED
- 「ロックリバーへ / おいでラスカル」（渡辺岳夫作曲） - TVアニメ「あらいぐまラスカル」OP / ED
- 「きこえるかしら / さめない夢」（三善晃作曲）- TVアニメ「赤毛のアン」OP / ED
- 「かぜと木」（黒澤吉徳作曲） - 第64回NHK全国学校音楽コンクール小学校の部課題曲
- 「よんでいる」（宇野誠一郎作編曲） - TVアニメ「まんがこども文庫」主題歌
- 「ちいさなちいさな」（寺島尚彦作曲）- 童謡